# Polyommatus galloi
Polyommatus galloi (tên tiếng Anh: Higgin's Anomalous Blue) là một loài bướm thuộc họ Lycaenidae. Đây là loài đặc hữu của Ý.